# 머시아 왕국
머시아 왕국(고대 영어: Miercna rīce 미에르치나 리체, 라틴어: Merciorum regnum 메르키오룸 레그눔[*], kingdom of Mercia)은 앵글로색슨족의 칠왕국 중 하나이다. 5세기 말에 이셀이 건국하였으며, 630년경 펜다 왕 때 크게 번영하였고, 8세기 후반 오파 왕은 나머지 6국을 지배함으로써 패왕이 되어 웨섹스 왕국을 압박하고, 캔터베리 대주교에 머시아인을 임명하였다. 왕은 대주교와 협조하여 강대한 국가를 조직하여 샤를마뉴에게 위협을 주는 한편, 대륙과의 교역을 장려하여 문화교류를 도모하였다. 그 후 825년 웨섹스 왕국의 국왕인 에그버트에게 패하여 그 지배하에 들어갔다.

## 시대 배경
고대 로마의 힘이 약해진 중세 초기의 브리타니아는 브리튼인, 픽트인, 스코트인 등과의 세력다툼이 일어나고 있었다. 브리튼의 여러 왕국은 고대 로마를 모방하여 이민족을 가지고 이민족에 대항하였다. 즉, 북유럽 윌란반도의 앵글로색슨 용병단을 고용해 전력으로 사용하였다. 그러나 이 때에 앵글로색슨 용병단은 브리튼 섬이 살기에 적합한 곳이라는 것을 알고, 이들이 스스로 독립 세력을 구축하여 왕국을 세우기에 이른다. 이들은 브리튼과 대립하게 된다.
앵글로색슨 시대의 잉글랜드는 7왕국 시대라고 하지만, 실제로 존재한 왕국은 100여개가 넘는 것으로 추측된다. 7왕국이라고 불리게 된 것은, 앵글로색슨 연대기 등으로부터 비롯된 것인데, 실제로 7왕국이라고 불리는 제왕국과 그렇지 않은 왕국들 사이에 큰 차이가 있었던 것은 아니다. 이러한 왕국들은 세력 다툼을 벌였다. 그러나 패배한 왕국은 멸망한 것이 아니라 승리한 왕국 쪽에 굴종함으로써 일종의 서열구조를 이루었다. 이 왕국끼리의 서열구조 관습을 지배권 또는 종주권이라고 부른다. 여러 왕국들은 안정적인 왕위 계승제도가 확립되어 있지 않았는데, 왕이 서거하면 왕국과 왕국의 힘은 쉽게 와해되는 일이 자주 있었다.

## 같이 보기
- 리치필드
- 고대 영어
- 탬워스
- 웨식스 왕국

## 참고 자료
- 이 문서에는 다음커뮤니케이션(현 카카오)에서 GFDL 또는 CC-SA 라이선스로 배포한 글로벌 세계대백과사전의 내용을 기초로 작성된 글이 포함되어 있습니다.